# Åminne, Värnamo kommun

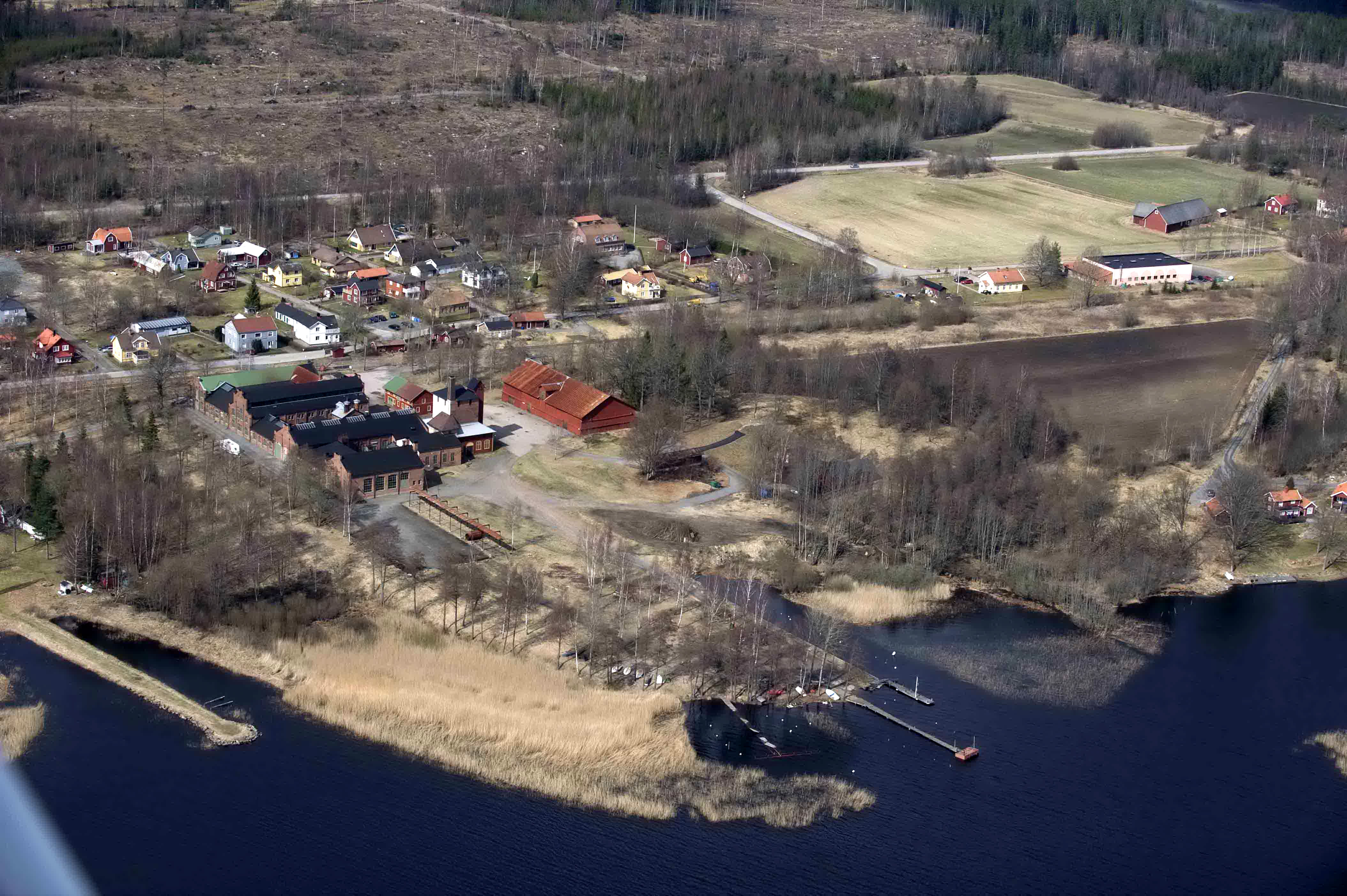
Flygbild

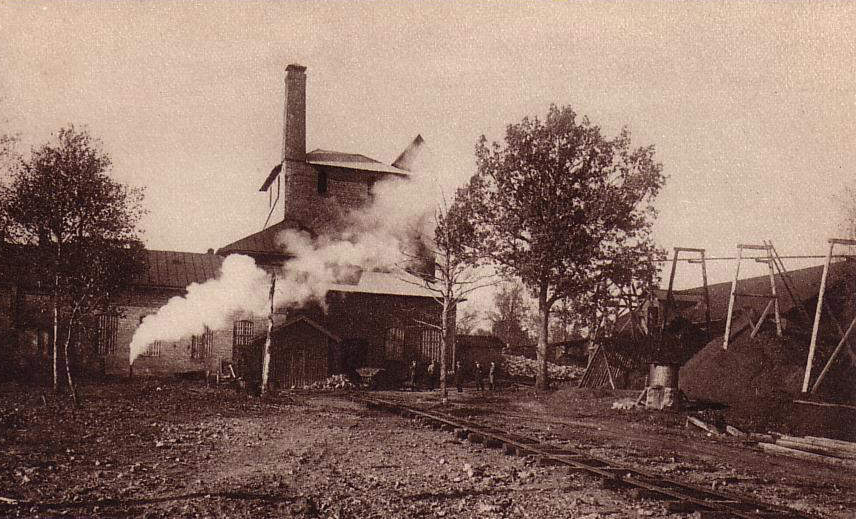
Åminne bruk på 1920-talet.

Åminne är en ort och tidigare järnbruk i Värnamo kommun, Småland (Jönköpings län). Orten ligger omkring 7 kilometer söder om Värnamo, vid sjön Vidöstern i Värnamo socken. Från 2015 räknas Åminne som en egen tätort då folkmängden åter överstiger 200 personer.

## Historia
Åminne bruk anlades av lagman Carl Danckwardt år 1826 vid gården Åminne, som ligger drygt 6 kilometer väster om den nuvarande orten. Järnbruket bestod ursprungligen av en masugn för sjömalm från de närbelägna sjöarna Bolmen och Vidöstern, men 1833 tillkom även ett stångjärnsverk. Familjen Lilliecreutz kom tidigt att bli ägare till bruket.
År 1899 stod Skåne-Smålands Järnväg (SSJ) färdig, och året därpå flyttades masugnen till Åminne station vid Vidösterns västra strand. Ett gjuteri och en mekanisk verkstad byggdes samtidigt. Bruket fick också en industribana, som var ansluten till SSJ:s station. Bruksrörelsen övertogs 1910 av ett familjeägt bolag inom släkten Lilliecreutz och fick namnet AB Åminne Bruk. Bolaget, som ombildades till Åminne Bruks Nya AB 1922, ägnade sig åt brytning och anrikning av sjömalm, tillverkning av tackjärn och gjutgods såsom kaminer, gräsklippare, manglar med mera. Åminne var nu det enda kvarvarande järnbruket i landet att använda sig av sjömalm. Verksamheten bedrevs dock med modernast tänkbara metoder. Det gamla sjömalmsfisket hade ersatts av mudderverk med en kapacitet om över 40 ton sjömalm per dag. Även masugnen, konstruerad av ingenjör J Bergström i Falun, var av modernaste slag med en nästan tolv meter hög pipa. Malmtillgången i Vidöstern beräknades till ca 500 000 ton. 1920- och 30-talens krisår gjorde dock att verksamheten nedlades 1934. Bruket hade då omkring 70 anställda. Gjuteriet var emellertid igång in på 1990-talet. 
Åminne bruk är idag ett mycket välbevarat industriminne. Masugnen är bevarad, liksom gjuteriet där det finns en utställning om sjömalmens och järnhanteringens historia i Åminne. Här finns även en trecylindrig blåsmaskin och ett kolhus. Lämningar efter den gamla masugnen finns kvar vid Åminne herrgård.

### Befolkningsutveckling
| Befolkningsutvecklingen i Åminne 1950–2020                                                                        | Befolkningsutvecklingen i Åminne 1950–2020 | Befolkningsutvecklingen i Åminne 1950–2020 | Befolkningsutvecklingen i Åminne 1950–2020 | Befolkningsutvecklingen i Åminne 1950–2020 |
| --- | ------------------------------------------ | ------------------------------------------ | ------------------------------------------ | ------------------------------------------ |
| |                                            |                                            |                                            |                                            |
| År |                                            |                                            | Folkmängd                                  | Areal (ha)                                 |
| 1950 | 1950                                       |                                            | 230                                        | ##                                         |
| 1960 | 1960                                       |                                            | 248                                        |                                            |
| 1965 | 1965                                       |                                            | 274                                        |                                            |
| 1970 | 1970                                       |                                            | 237                                        |                                            |
| 1975 | 1975                                       |                                            | 218                                        |                                            |
| 1980 | 1980                                       |                                            | 238                                        |                                            |
| 1990 | 1990                                       |                                            | 196                                        | 18#                                        |
| 1995 | 1995                                       |                                            | 189                                        | 26#                                        |
| 2000 | 2000                                       |                                            | 195                                        | 26#                                        |
| 2005 | 2005                                       |                                            | 187                                        | 26#                                        |
| 2010 | 2010                                       |                                            | 199                                        | 26#                                        |
| 2015 | 2015                                       |                                            | 222                                        | 38                                         |
| 2020 | 2020                                       |                                            | 219                                        | 38                                         |
| Anm.: Upphörde som tätort 1990. Åter tätort 2015. ## Som tätort/befolkningsagglomeration 1920–1950. # Som småort. |                                            |                                            |                                            |                                            |